# Herman Haupt (Ingenieur)

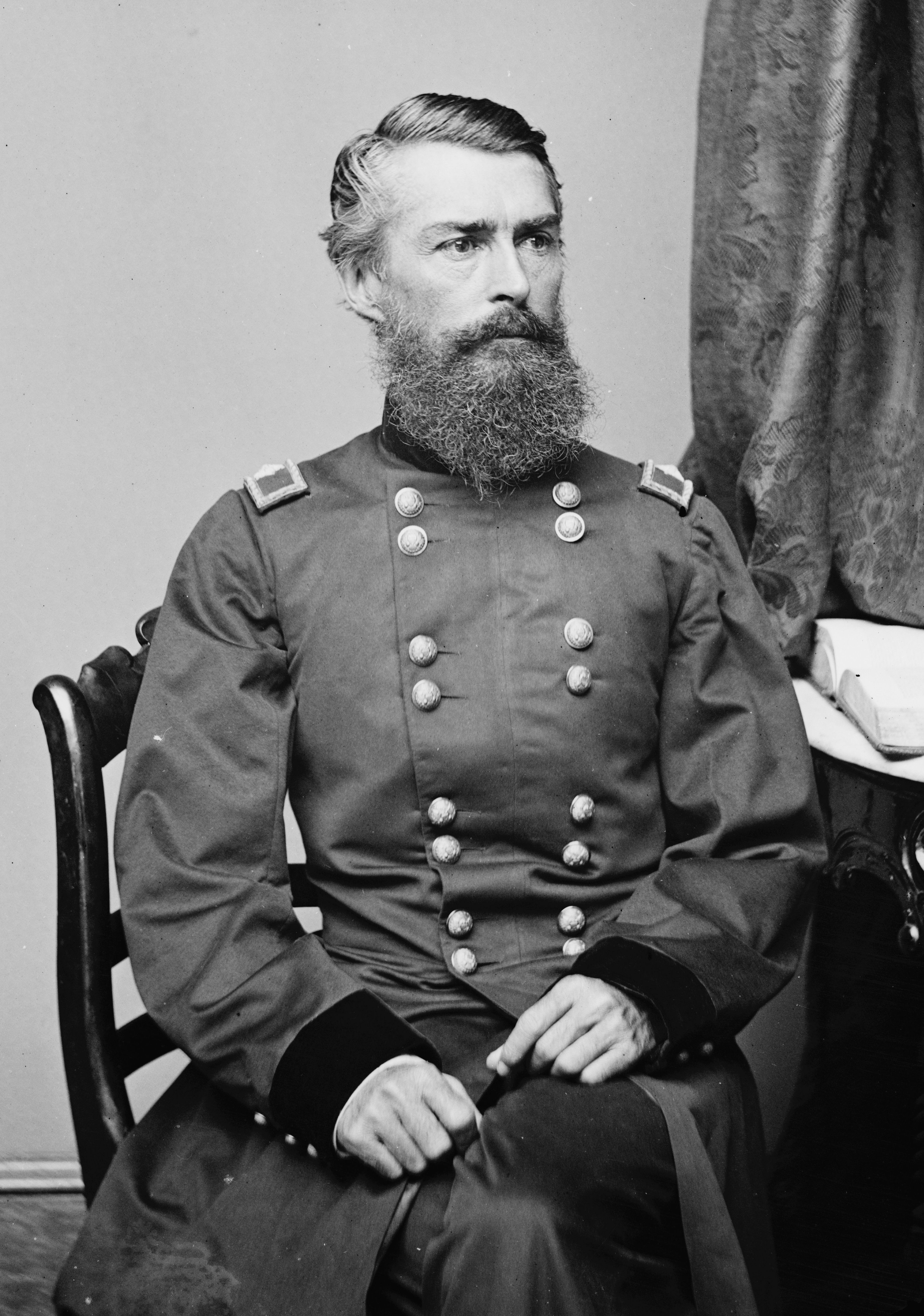
Herman Haupt

Herman Haupt, manchmal auch Hermann Haupt (* 26. März 1817 in Philadelphia, Pennsylvania; † 14. Dezember 1905 in Jersey City, New Jersey) war ein US-amerikanischer Eisenbahningenieur und General im US-Heer während des amerikanischen Bürgerkriegs.

## Biographie

### Leben bis zum Sezessionskrieg
Herman Haupt wurde 1817 als Sohn des Händlers Jacob Haupt und seiner Frau Anna Margaretta Wiall Haupt in Philadelphia geboren. Sein Vater starb, als Haupt zwölf Jahre alt war; seine Mutter hatte danach die aus der Ehe stammenden fünf Kinder allein zu versorgen. Seinen Schulbesuch musste sich Haupt durch die Annahme von Teilzeitarbeiten finanzieren. Mit 14 Jahren wurde er von Präsident Andrew Jackson zur Offiziersausbildung an der Militärakademie in West Point zugelassen, die er 1835 erfolgreich abschloss. Danach diente Haupt als Leutnant in der Infanterie des Heeres. Diesen Posten gab er bereits am 30. September 1835 auf, um als Ingenieur in der zivilen Wirtschaft arbeiten zu können. Er nahm eine Stelle bei der Norristown Railroad an, bei der er an der Konstruktion von Tunneln und Brücken arbeitete. Am 30. August 1838 heiratete er Ann Cecilia Keller, mit der er elf Kinder haben sollte. 1839 ließ sich Haupt eine von ihm entwickelte Brückenkonstruktion patentieren, die als Haupt Truss Bridge bekannt geworden ist. Danach konstruierte Brücken sind heute noch in Altoona und Ardmore zu sehen.
Von 1840 bis 1847 wirkte Haupt als Professor für Mathematik und Ingenieurswesen am Pennsylvania College in Gettysburg. Danach arbeitete er als Konstrukteur für die Pennsylvania Railroad und anschließend von 1849 bis 1851 als Leitender Ingenieur. Dann ging er bis 1853 nach Mississippi, wo er als Chefingenieur bei der Southern Railroad tätig war. Es folgte von 1853 bis 1856 die Tätigkeit als Chefingenieur bei der Pennsylvania Railroad. Hier war er für die Vollendung der Strecke durch die Alleghenys verantwortlich, mit der durch den Allegheny-Tunnel eine Eisenbahnverbindung nach Pittsburgh geschaffen wurde. Von 1856 bis 1861 war Haupt als Chefingenieur für die Arbeiten am Hoosac-Tunnel in Massachusetts verantwortlich.

### Im Sezessionskrieg
Als das US-Kriegsministerium im Frühjahr 1862 ein Amt zur Planung und Erhaltung von Militäreisenbahnen eröffnete, wurde Haupt am 27. April 1862 von Kriegsminister Edwin M. Stanton zu dessen Leiter ernannt. In dieser Position hatte er den Rang eines Obersten inne und war zugleich Aide-de-camp von Generalmajor Irvin McDowell, der zu dieser Zeit die Verteidigungsanlagen von Washington, D.C. befehligte. Haupt widmete sich der Wiederinstandsetzung und der Befestigung der von den Kriegshandlungen beschädigten Eisenbahnstrecken in der Umgebung von Washington. Er ließ die Eisenbahnmitarbeiter bewaffnen und verbesserte die Telegraphenverbindungen, die sich entlang der Eisenbahnstrecken zogen. Zu Haupts schwierigsten Aufgaben gehörte die Reparatur der Richmond, Fredericksburg and Potomac Railroad. Hierbei gelang ihm der Wiederaufbau der zerstörten Potomac Creek Bridge über einen gezeitenabhängigen Arm des Potomac (Potomac Creek) in nur neun Tagen. Bei einem Besuch am 29. Mai 1862 zeigte sich Präsident Abraham Lincoln beeindruckt von Haupts Arbeit, zu der er später vermerkte: "Dieser Mensch Haupt hat eine vierhundert Fuß lange und einhundert Fuß hohe Brücke über den Potomac Creek gebaut, die stündlich von beladenen Zügen überquert wird und die aus nichts anderem als Maisstengeln und Bohnenstangen besteht."

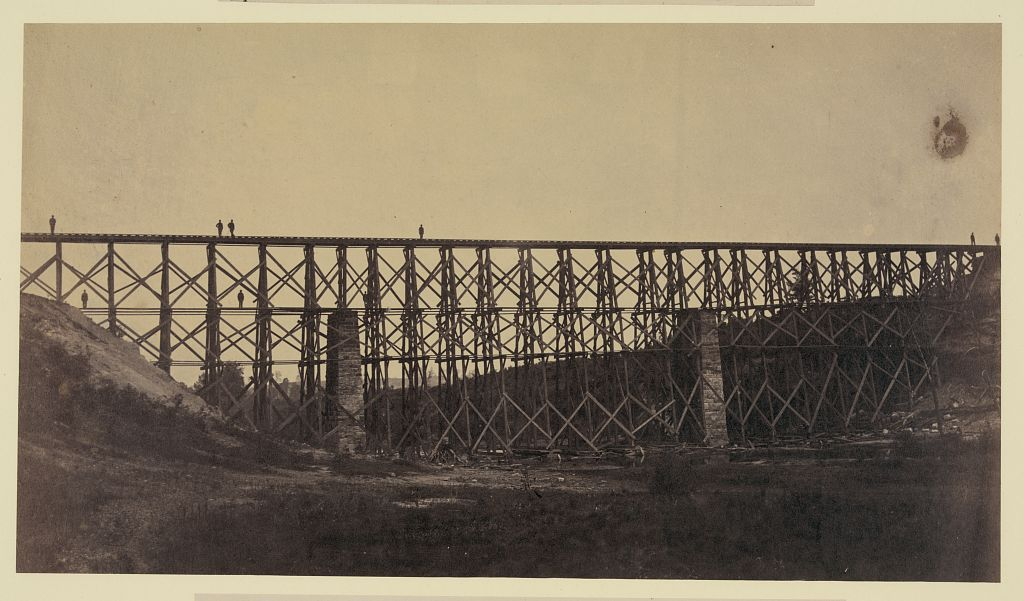
Eisenbahnbrücke über den Potomac Creek

Am 5. September 1862 wurde Haupt zum Brigadegeneral befördert. Er wies diese Beförderung jedoch offiziell zurück und erklärte, dass er damit zufrieden wäre, auch ohne offiziellen Rang und Besoldung zu dienen, damit seine Möglichkeit, zivilen Geschäften nachzugehen, nicht beeinträchtigt würde. Die Verhaltensvorgaben und die Disziplin in der Armee gefielen ihm nicht. Schließlich wurde Haupt am 5. September 1863 von seinen Aufgaben entbunden und am 14. September 1863 aus dem Heer entlassen. In seiner Zeit als Offizier des US-Heeres hatte Haupt einen großen Anteil an den Kriegsanstrengungen der Union. Der Sezessionskrieg war einer der ersten Kriege, in denen Eisenbahnen für schnelle Truppenverlegungen über große Entfernungen und zum Transport von Nachschub verwendet wurden. Haupt unterstützte die Virginia-Armee und die Potomac-Armee im Nord-Virginia-Feldzug und im Maryland-Feldzug. Besonders zeichnete sich Haupt bei der Unterstützung des Gettysburg-Feldzugs aus, der in einer Gegend stattfand, die ihm aus seiner Jugend vertraut war. Mit schnell zusammengestellten Zügen sorgte Haupt dafür, dass die Potomac-Armee stets gut mit Nachschub versorgt war. Zudem wurden mit diesen Zügen die Verwundeten in Lazarette im Hinterland geschafft. Nach der Schlacht von Gettysburg begab sich Haupt auf einem seiner Züge nach Washington, wo er am 6. Juli 1863 als erster dem Präsidenten im Weißen Haus vom Sieg der Unionstruppen über die Konföderierten unter Robert E. Lee berichtete und ihn auch darüber in Kenntnis setzte, dass George Gordon Meade den geschlagenen Gegnern nicht energisch nachsetzen ließ.

### Nach dem Sezessionskrieg
Nach seinem Ausscheiden aus dem Heer widmete sich Haupt wieder dem Eisenbahngeschäft und der Konstruktion von Brücken, Pipelines und Tunneln. Zusammen mit seiner Frau erwarb er ein kleines Hotel in Mountain Lake, Virginia. Zudem erfand er eine Bohrmaschine, für die er von der Royal Polytechnic Society eine britische Auszeichnung erhielt und es gelang ihm der Beweis, dass der Transport von Erdöl durch Rohre praktikabel war.
Von 1872 bis 1876 war Haupt Generaldirektor der Piedmont Air-Line Railroad von Richmond nach Atlanta. Später war er von 1881 bis 1885 Generaldirektor der Northern Pacific Railroad und von 1885 bis 1886 Präsident der Dakota and Great Southern Railroad. Durch Investitionen in Eisenbahnunternehmen, Bergwerke und Grundbesitz gelangte er zu Reichtum. Einen großen Teil seines Vermögens verlor Haupt jedoch durch politische Verwicklungen im Zusammenhang mit der Verzögerung der Fertigstellung des Hoosac-Tunnels.
1905 verstarb Herman Haupt mit 88 Jahren in Jersey City. Er erlitt einen Herzinfarkt, während er in einem Pullmanwagen mit dem Zug von New York nach Pittsburgh reiste. Er wurde auf dem West-Laurel-Hill-Friedhof in Bala Cynwyd, Pennsylvania beerdigt.

## Mitgliedschaften
Seit 1871 war er Mitglied der American Philosophical Society.

## Von Haupt verfasste Werke (Auswahl)
- Hints on Bridge Building, 1840
- General Theory of Bridge Construction. D. van Nostrand, New York 1864 (Volltext in der Google-Buchsuche).
- Plan for Improvement of the Ohio River, 1855
- Military Bridges. D. Appleton and Co., New York 1869 (Volltext in der Google-Buchsuche).
- Report upon the System of the Holly Steam Combination Co. Ltd., 1879
- Herman Haupt, Frank Abial Flower: Reminiscences of General Herman Haupt. Wrighth & Joys Co., Milwaukee, Wis. 1901 (archive.org).